# Операція «Татар»
«Операція „Татар“» (монг. Татар ажиллагаа) — монгольська кримінальна комедія режисера Б. Баатара, знята у 2010 році спільно з Росією. Головну роль виконав соліст групи «Премьер-министр» Амархуу Борхуу, в одній з епізодичних — російський актор Дмитро Пєвцов. У березні 2011 року фільм вийшов у російський прокат, де він став першим фільмом виробництва Монголії за останні декілька десятиліть.

## Сюжет
Звичайний монгольський банківський службовець Тайвна (Б. Амархуу) виявляє, що керівництво його банку, «Өрнө Дорно», замішане в злочинних махінаціях. В результаті його звільняють, але він не може відразу розповісти про це своїй дружині з хворою донькою на руках, і проводить час в пошуках роботи, а також в компанії свого старого шкільного знайомого Тулгу (Г. Ерденебілег), колишнього поліцейського, захопленого детективами, бойовиками і пригодницькими фільмами. Раптом здоров'я дочки різко гіршає, і потрібно велику суму грошей для її лікування Тайвна вирішує пограбувати свій власний банк, скориставшись дитячою книжкою про пограбування, показаної йому Тулгу. Назва для власної операції — «Татар» — він зі своїми друзями Тулгою, Гялбой (Д. Батсух) і Колею (Е. Батхен) вибирає, пам'ятаючи про те, що свого часу татари були грізним племенем, «налітали, немов вітер».

## Актори
У фільмі знімалися російський співак, Заслужений артист Бурятії Б. Амархуу, актори улан-баторського Драматичного театру, Заслужені працівники культури Г. Ерденебілег, Е. Батхен і Н. Отгонбат, соліст монгольської поп-групи «Номінальна талст» Д. Батсух, народний артист Росії Дмитро Пєвцов, Ч. Ундрал, чемпіон світу з кікбоксингу Ц. Амарбаясгалан, топ-модель Е. Одгерел, Б. Хулан.
- Борхуу Амархуу — Тайвна
- Ганболдин Ерденебилег — Тулга
- Дагважамцин Батсух — Гялба
- Енхтайвани Батху — Коля
- Дмитро Пєвцов — антиквар
- Цогтин Амарбаясгалан — охоронець

## Знімання
Ідея зняти комедійний бойовик в дусі Тарантіно належала монгольській творчій групі «Hero Entertainment», яка, свого часу, створила маюче широкий успіх у Монголії продовження місцевої молодіжної мелодрами 1985 року «Я тебе люблю». Сопродюсером фільму виступив керівник іркутської телекомпанії «АИСТ» А. Р. Базархандаев, а на головну роль був обраний уродженець Монголії, соліст російської поп-групи «Премьер-министр» Амархуу Борхуу. Постановкою піротехнічних ефектів займався німецький фахівець Л. Фолькер, який готував спецефекти у фільмі «Матриця». Знімання фільму відбувалося в Улан-Баторі, Улан-Уде та Іркутську й тривало всього 2 місяці. Музику до фільму записали монгольські групи «Негүн» та «Sound of Kiss»; пісню «Я вірю в тебе» (монг. Би чамдаа итгэдэгБи чамдаа итгэдэг) виконали Б. Амархуу та Д. Батсух. До прем'єри фільму його творці поширювали інформацію про те, що це буде перш за все бойовик, а не комедія; в подібному ключі був витриманий й трейлер стрічки.
Після монгольської прем'єри 10 жовтня 2010 року в столичному кінотеатрі «Урга» картина була показана в рамках програми Днів монгольського кіно у Москві 16 листопада. 15 березня 2011 року прем'єра пройшла в Улан-Уде, 17 березня — в Іркутську. 20 квітня фільм показали в рамках програми XIII Міжнародного кінофестиваля «DetectiveFEST» у Москві.